# 미국 국제개발처
미국 국제개발처(美國國際開發處, 영어: United States Agency for International Development, USAID)은 1961년에 설치되어 2025년 폐쇄 시까지 미국의 거의 모든 비군사적 해외원조를 담당하였던 국무부 산하의 정부기구이다. 본래 대통령 직속 연방 기구였으나 1998년 이후에는 국무부 산하로 변경, 미국의 외교정책을 반영하고 보다 나은 생활을 위해 노력하여, 재해로부터의 부흥, 자유롭고 민주적인 나라에서 생활할 수 있도록 원조를 수행하였다.

## 개요
미국은 미국 국무부의 지원을 받아 미국 국제개발처(USAID)라는 민간기구에서 남미 국가 등을 중심으로 자국 법률을 수출하여 왔다. 2003년 한국도 미국처럼 법무부가 한국국제협력단(KOICA)과 함께 구 소련 붕괴 이후 시장경제 체제로 전환한 13개국 법조인 34명에 대한 교육을 실시해, 한국 사법체계를 수출하기 시작했다.

## 역사
1980년대 초 존 볼턴이 미국 국제개발처의 법률 고문으로 일하면서 유아용 우유 제조법에 대한 세계보건기구의 지시 이행을 거부하는 부하직원을 해고하겠다고 위협했다. 1982년말부터 1983년초까지 존 볼턴으로부터의 지시를 거부하자, 해고하겠다는 폭언을 들었다.
1996년 8월 20일, 북한 원조 식량을 실은 국제개발처의 선박이 북한 남포항에 입항했다. WFP 관계자들이 하역작업을 직접 감독했다. 북한 정권 수립후 최초로 미국 선박이 북한에 입항한 것이다. 이듬해 10월 9일, 렌 로저스 미국 국제개발처 부처장은 북한당국이 지난 7월 세계식량계획(WFP)에 모니터요원 17명이 식량배급을 감독하도록 보장하기로 합의했으나 7명에 대해서만 북한입국이 허용했다면서, USAID 요원이 북한 현지에서 식량배급을 참관하지 않으면 더 이상 식량 원조를 할 수 없다고 말했다.
1999년 2월, 우고 차베스 정권 출범 이후 미국은 국제개발처 등을 동원해 베네수엘라 내정에 깊숙이 개입해왔다.
2000년 9월 27일, 미국 법무부는 하버드 대학교가 운영하고 있는 미국 국제개발처(USAID)의 러시아지원기금을 남용한 혐의로 하버드대 경제학 교수와 법률 자문 위원, 그리고 이들의 부인 등 모두 4명을 제소했다.
2009년 12월, 버락 오바마 미국 대통령의 임기 첫해에 쿠바 수도 아바나에 머물던 미국인 앨런 그로스(63)가 호텔을 급습한 현지 공안 요원에게 전격 체포됐다. 힐러리 클린턴 국무장관은 그가 쿠바 내 유대인들의 인터넷 접근을 지원하는 활동을 했을 뿐이라고 주장했다. 하지만 그는 국제개발처의 쿠바 민주화 프로젝트를 수행하던 비밀 요원이었다. 쿠바 당국은 카스트로 정권을 전복하려 한 혐의로 15년 형을 선고했다. 미국은 앨런 그로스 석방에 총력을 다했으며, 존 케리 상원 외교위원장과 지미 카터 전 미국 대통령이 작전에 참여했다. 구속된 지 5년만에 쿠바가 석방했다. 석방하면서 단교된지 53년만에 쿠바와 국교정상화를 했다. 존 케리 상원 외교위원장은 국무장관이 되었다.
2018년 11월 20일, 미국 국무부 동아시아태평양국(EAP)이 국제개발처(USAID) 아시아국과 함께 '동아시아 태평양지역 합동전략보고서'를 펴냈다.
2019년 1월 16일, 도널드 트럼프 미국 대통령은 미나 장 링킹더월드 대표(32세)를 국제개발처(USAID) 부처장으로 지명하고, 연방 상원 의회에 인준을 요청했다. 링킹더월드는 아이티와 소말리아 등의 원조, 개발, 지원정책 연구 등을 펼치는 국제구호단체이다. 부모는 한국계 미국인으로, 미나 장은 버지니아주에서 태어나 하버드대 경영대학원을 졸업했다.
2019년 2월 16일, 미국 공군의 C-17 글로브마스터III 수송기 2대가 플로리다주 홈스테드 공군기지를 출발하여, 베네수엘라와의 국경 지역 도시 콜롬비아 쿠쿠타에 도착했다. 반미 공산주의인 니콜라스 마두로 베네수엘라 대통령을 전복시키려고 싸우고 있는 임시대통령 후안 과이도 국회의장을 돕기 위한 180톤의 식량과 구호품을 싣고 있다. 마크 그린 미국 국제개발처(USAID) 처장은 "이는 첫 지원이며 앞으로 더 많은 구호품이 지원될 것"이라고 말했다.

## 5.16 군사정변
미국 국제개발청 5.16 군사정변과 관련해 매우 유명한 미국 국무부의 부서이다. 미국 국무부 국제개발청(USAID)의 전신은 미국 국제협력처(International Cooperation Administration, ICA)이다.
ICA의 기술지원계획(Technical Assistance Program) 책임자로 1961년 2월 24일까지 주한 미군 원조사 절단(United States Operations Mission, USOM) 부단장을 역임한 휴 팔리(Hugh D. Farley)가 워싱턴에 복귀해 3월 6일 케네디 대통령 국가안보담당 특별부보좌관 월트 로스토(Walt W. Rostow)에게 “1961년 2월 현재 한국의 상황”(The Situation in Korea, February 1961)이라는 제목의 보고서를 제출했다. "팔리 보고서"라고 부른다.
팔리 보고서는 당시 갓 출범한 케네디 행정부가 한국 상황에 대해 획기적 전환책의 필요성을 점검토록 하는 계기를 제공한 중대한 문건으로 평가 받고 있다. 휴 팔리는 한국 장면 정부가 매우 유약하여, 이로 인해 공산 혁명이나 군사 쿠데타가 발생할 가능성이 높으며, 이에 미국 정부가 적극적인 개입을 해야 한다고 보고했다. 팔리 보고서가 제출되고 2개월 후에 5.16 군사혁명이 발발했다.
박정희 소장은 5.16 직후 5월 19일 첫번째 기자회견에서 친공분자 930명을 구속했다고 밝혔고, 이에 미국 국무부는 적극적인 환영을 하는 공식 성명을 발표해, 쿠데타를 환영했다.

## 같이 보기
- 한국국제협력단(KOICA) - 미국 국무부 국제개발청과 같은 곳이 한국 외무부 국제협력단이다. 각국의 국제개발청과 협약을 체결해 약소국에 국제원조를 한다.
- 국립민주주의기금(NED)